# Upper Belmont
Upper Belmont es una localidad de Trinidad y Tobago, que forma parte de la región de San Juan-Laventille.

## Geografía
La localidad abarca parte de la isla Trinidad y limita al norte con Cascade, al sur con St. Barbs, al este con Marie Road, Romain Lands y Morvant y al oeste con Belmont (localidad perteneciente a la ciudad de Puerto España).

## Demografía
Datos demográficos de la localidad de Upper Belmont:
| Gráfica de evolución demográfica de Upper Belmont entre 2000 y 2011 |
|                                                                     |